# 어프렌티스 (영화)
《어프렌티스》(영어: The Apprentice)는 1970년대와 1980년대 뉴욕에서 부동산 사업가로 일했던 도널드 트럼프의 경력과 로이 콘 변호사와의 관계를 다룬 2024년 전기 영화이다. 알리 압바시 감독이 연출하고 개브리얼 셔먼이 각본을 쓴 이 영화에는 트럼프 역의 세바스티안 스탄, 콘 역의 제러미 스트롱, 트럼프의 아버지 프레드 역의 마틴 도너번, 트럼프의 첫 번째 부인 이바나 역의 마리야 바칼로바가 출연한다.
캐나다, 덴마크, 아일랜드, 미국이 공동 제작한 이 영화는 2018년 5월에 발표되었지만 압바시, 스탄, 스트롱이 2023년에 합류할 때까지 부진했다. 2024년 5월 20일, 제77회 칸 영화제에서 초연된 이 영화는 소재와 트럼프 법무팀의 개봉을 막으려는 시도로 인해 미국 배급사를 찾는 데 어려움을 겪었다. 결국 브라이어클리프 엔터테인먼트가 판권을 사들여 2024년 10월 11일, 극장 개봉했다. 이 영화는 비평가들로부터 대체로 긍정적인 평가를 받았지만, 트럼프는 2024년 대선 캠페인에 해를 끼치기 위한 "명예를 훼손하고 정치적으로 역겨운 손치기"라고 묘사했다.

## 줄거리
1973년, 젊은 도널드 트럼프는 뉴욕의 한 레스토랑에서 로젠버그 부부를 기소한 것으로 유명한 논란의 변호사 로이 콘을 만난다. 트럼프는 연방 정부가 자신의 부동산 거물 아버지인 프레드 트럼프를 흑인 세입자에 대한 차별로 조사하고 있다고 불평하고 콘은 도움을 주겠다고 제안한다.
콘이 탈의실 소년과 함께 찍은 사진으로 수석 검사에게 블랙메일을 보낸 후, 검사는 인종 차별의 증거에도 불구하고 사건을 거의 해결하지 못한다. 트럼프는 콘을 축하하고 그를 아버지보다 더 나은 멘토로 여기며 콘의 궤도에 더 깊이 빠찐다. 콘은 트럼프에게 옷을 잘 입는 것과 미디어 관계에 대해 가르치고 있으며, 트럼프에게 항상 공격하고, 잘못을 인정하지 않으며, 패배하더라도 항상 승리를 주장하는 "세 가지 규칙"을 제시한다. 트럼프는 퇴폐적인 콘 파티에 참석하여 동성애가 공공연한 비밀인 콘의 이야기를 들려주며 오르기를 한다.
트럼프는 그랜드 센트럴 터미널 근처에 있는 버려진 미드타운 코모도어 호텔을 하얏트로 개발하고자 한다. 콘은 공무원들의 협박 오디오 테이프를 사용하여 트럼프가 이 프로젝트에 대해 1억 6천만 달러의 세금 감면 혜택을 받을 수 있도록 돕고 있으며, 가난한 사람들을 옹호하는 사람들을 분노케 한다. 트럼프는 긴장된 관계를 맺고 있는 프레드에게 건축 허가를 요청하지 않았다.
트럼프는 프레드의 작은 업적을 경시하며 호화로운 트럼프 타워를 개발하고 언론은 그를 성공한 거물로 취급하기 시작한다. 콘은 노조와 복지 여왕을 비판하며 스스로를 미국 정신의 수호자로 내세우며 규칙, 도덕, 진실을 공격한다. 로널드 레이건 시대에 트럼프는 미국이 외국으로부터 무시당하는 대신 더 강해져야 한다고 말한다. 트럼프와 로저 스톤은 레이건의 슬로건 중 하나인 "Let's Make America Great Again(미국을 다시 위대하게)"을 지지한다.

## 출연진
- 세바스티안 스탄 - 도널드 트럼프 역
- 제러미 스트롱 - 로이 콘 역
- 마리야 바칼로바 - 이바나 트럼프 역
- 마틴 도너번 - 프레드 트럼프 역
- 캐서린 맥널리 - 메리 앤 매클라우드 트럼프 역
- 찰리 캐릭 - 프레드 트럼프 주니어 역

## 개봉
《어프렌티스》는 2024년 5월 14일부터 25일까지 열린 2024년 칸 영화제에서 출품되었다. 이 영화는 2024년 4월, 다른 18편의 영화와 함께 황금종려상 경쟁작에 포함되었으며, 2024년 5월 20일에 영화제에서 세계 최초로 상영되었다. 또한 2024년 8월 31일에 열린 제51회 텔루라이드 영화제에서도 상영되었다.
2024년 9월 3일, 미국에서 영화의 극장 개봉을 연장하기 위해 킥스타터에 대한 크라우드 펀딩 캠페인이 시작되었으며, 영화에 착용한 소품과 뉴욕에서 열리는 영화 시사회에 참석할 수 있는 VIP 티켓 등의 보상이 주어졌다.
이 영화의 첫 번째 예고편은 트럼프와 카멀라 해리스의 대선 토론과 동시에 2024년 9월 10일에 공개되었다.